# Coligny
Coligny este un oraș din Africa de Sud.